# Giovanni Grioli
Giovanni Grioli (né le 8 octobre 1821 à Mantoue, mort le 5 novembre 1851 à Belfiore) est un prêtre et un patriote italien, un des martyrs de Belfiore.

## Biographie
Don Giovanni est curé et vicaire de la paroisse de Cerese. Il est accusé et arrêté pour avoir exhorté à la désertion des soldats hongrois qui réalisaient leur condamnation à une peine de travaux forcés sur le territoire de sa paroisse. La perquisition de son domicile  conduit à la découverte de documents imprimés impliquant son activité révolutionnaire. Don Giovanni avoue leur possession et sur cette base, il est condamné à la peine de mort, le matin du 5 novembre 1851. À seize heures le même jour, il est fusillé. Il est inhumé sur les rives du lac supérieur de Mantoue, en amont de la commune, dans la vallée de Belfiore.

## Sources
- (it) Cet article est partiellement ou en totalité issu de l’article de Wikipédia en italien intitulé « Giovanni Griolo » (voir la liste des auteurs).